# Милвил (Ајова)
Милвил (енгл. Millville) град је у америчкој савезној држави Ајова. По попису становништва из 2010. у њему је живело 30 становника.

## Демографија
Према попису становништва из 2010. у граду је живело 30 становника, што је 7 (30,4%) становника више него 2000. године.
| Група             | 2000.       | 2010.       |
| Белци             | 23 (100.0%) | 30 (100.0%) |
| Афроамериканци    | 0 (0,0%)    | 0 (0,0%)    |
| Азијати           | 0 (0,0%)    | 0 (0,0%)    |
| Хиспаноамериканци | 0 (0,0%)    | 0 (0,0%)    |
| Укупно            | 23          | 30          |